# Concinnia
Concinnia – rodzaj jaszczurek z podrodziny Sphenomorphinae w rodzinie scynkowatych (Scincidae).

## Zasięg występowania
Rodzaj obejmuje gatunki występujące endemicznie we wschodniej Australii.  

## Systematyka

### Etymologia
Concinnia: łac. concinna „umiejętnie połączony”.

### Podział systematyczny
Do rodzaju należą następujące gatunki:
- Concinnia ampla (Covacevich & McDonald, 1980)
- Concinnia brachysoma (Lönnberg & Andersson, 1915)
- Concinnia frerei (Greer, 1992)
- Concinnia martini Wells & Wellington, 1985
- Concinnia sokosoma (Greer, 1992)
- Concinnia tenuis (Gray, 1831)
- Concinnia tigrina (De Vis, 1888)